# アレックス・シュバーツァー
アレックス・シュバーツァー（Alex Schwazer、1984年12月26日 - ）はイタリアの陸上競技選手。専門は主として50km競歩。ヴィピテーノ出身、職業は警察官であり、2005年・2008年・2010年における50km競歩、2007年10000m競歩のイタリア選手権優勝者である。もともとはヴィピテーノのアイスホッケーチームに属していたが、15歳の頃中距離走の選手として陸上競技に転向、その後U-18のジュニア選手時代に競歩を始めた。
世界陸上競技選手権ヘルシンキ大会50kmでは3時間41分54秒のイタリア新記録で踏破、3位となり銅メダルを獲得した。2007年2月ロジニャーノ・ソルヴァイの競技会で3時間36秒04を記録してイタリア記録を更新するとともに、男子50km競歩の07年世界ランキング1位に輝いた。8月の世界陸上競技選手権大阪大会20kmでは10位、50kmでは前回に続き3位に入った。
2008年5月IAAFワールドカップ競歩50kmで2位。8月北京オリンピック50kmでは、従来のオリンピック記録を1分20秒更新する新記録3時間37分09秒で踏破し優勝。金メダルを獲得した。
2008年9月5日、シュバーツァーはイタリア共和国功労勲章コンメンダトーレを受賞した。またカロリーナ・コストナーと交際関係にあったことが知られており、競技中に彼女の声援を受けている姿が伝えられていた。。
北京五輪以降は振るわず、2010年ヨーロッパ選手権20kmで2位になるも、50kmでは2009年世界陸上選手権と2010年ヨーロッパ選手権で立て続けに途中棄権、2011年世界陸上選手権では20kmに出場も9位に終わる。
2012年3月に20kmで自己新記録を出して復調の兆しを見せるも、7月ドーピング違反のため連覇のかかったロンドンオリンピックは出場停止となった。シュバーツァーは「連覇が重圧となり、大きな過ちを犯した」と述べた。

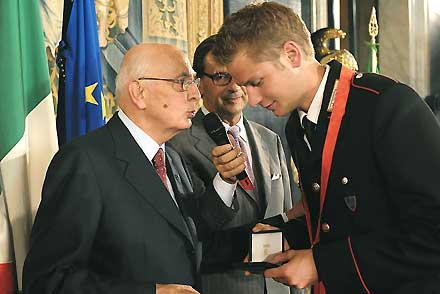
ジョルジョ・ナポリターノ大統領とシュバーツァー

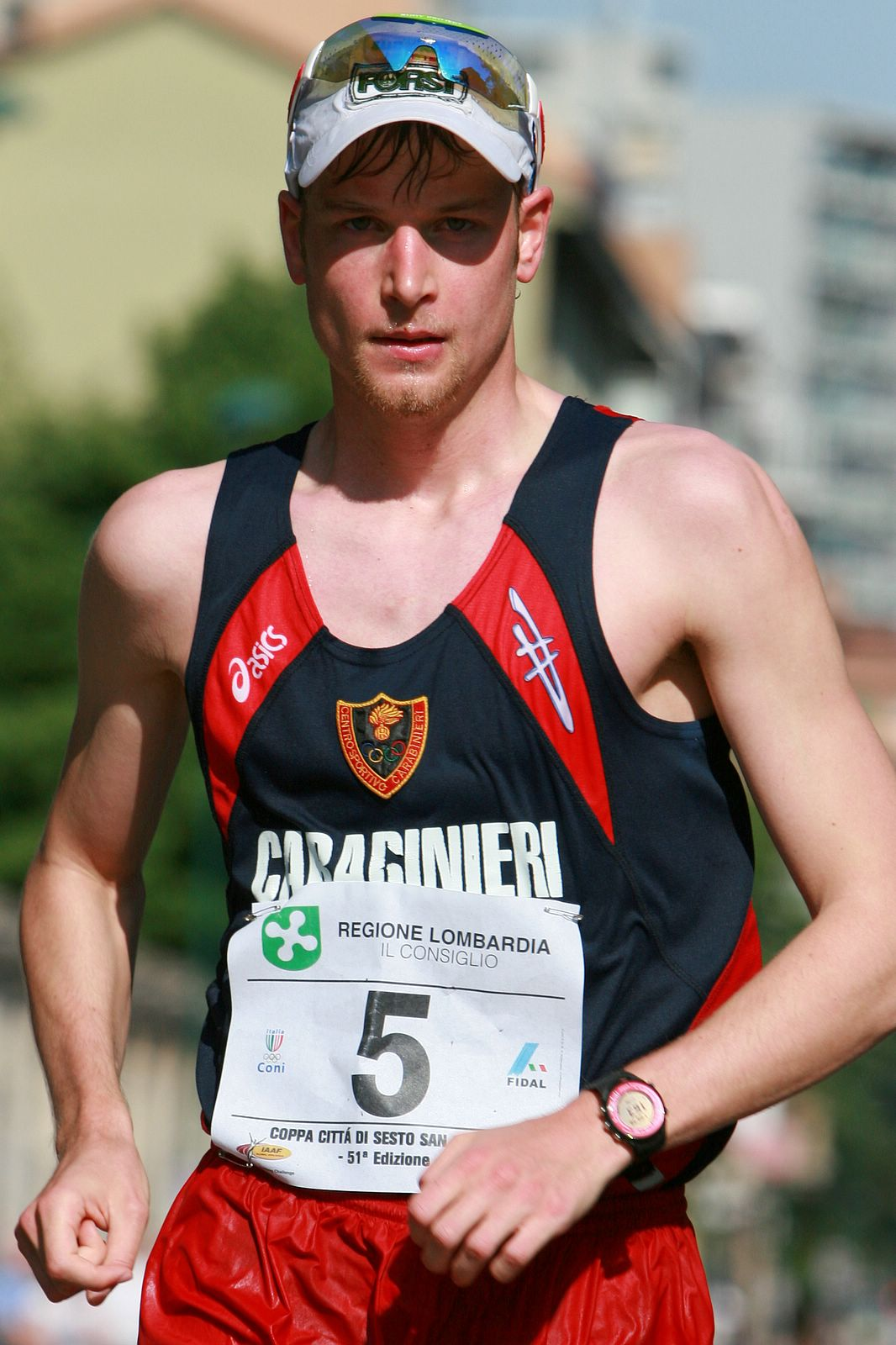
アレックス・シュバーツァー

## 記録
- 20km競歩 - 1時間17分30秒（2012年）
- 50km競歩 - 3時間36分04秒（2007年）